# Arquitectonica

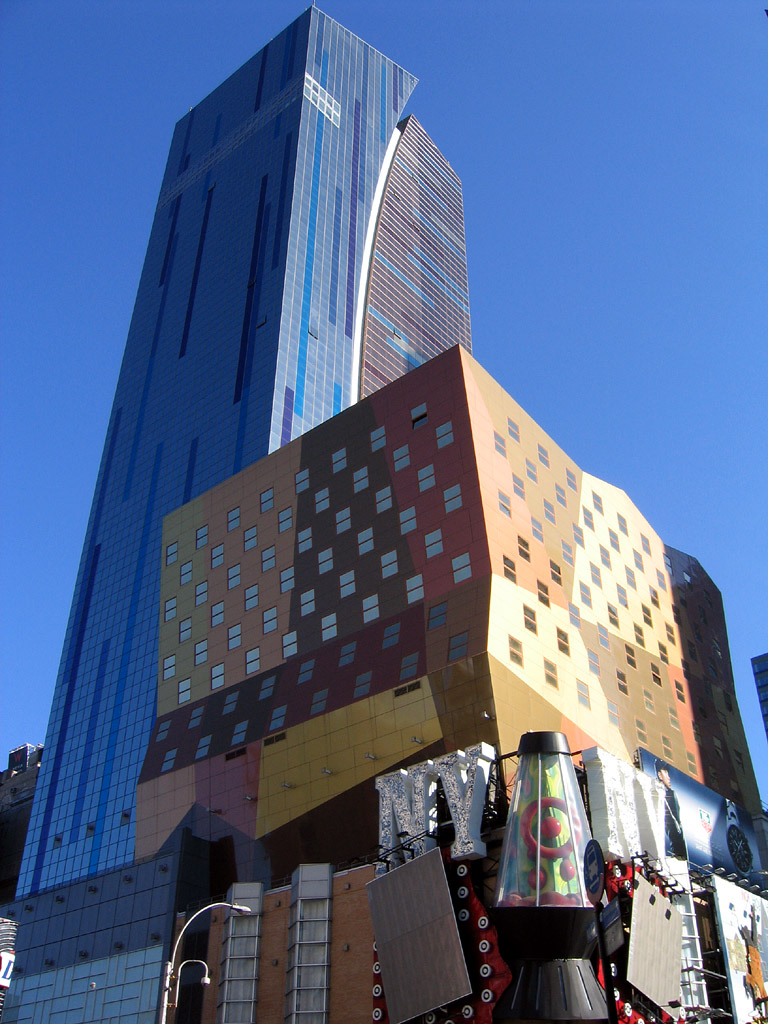
Westin Times Square Hotel a New York

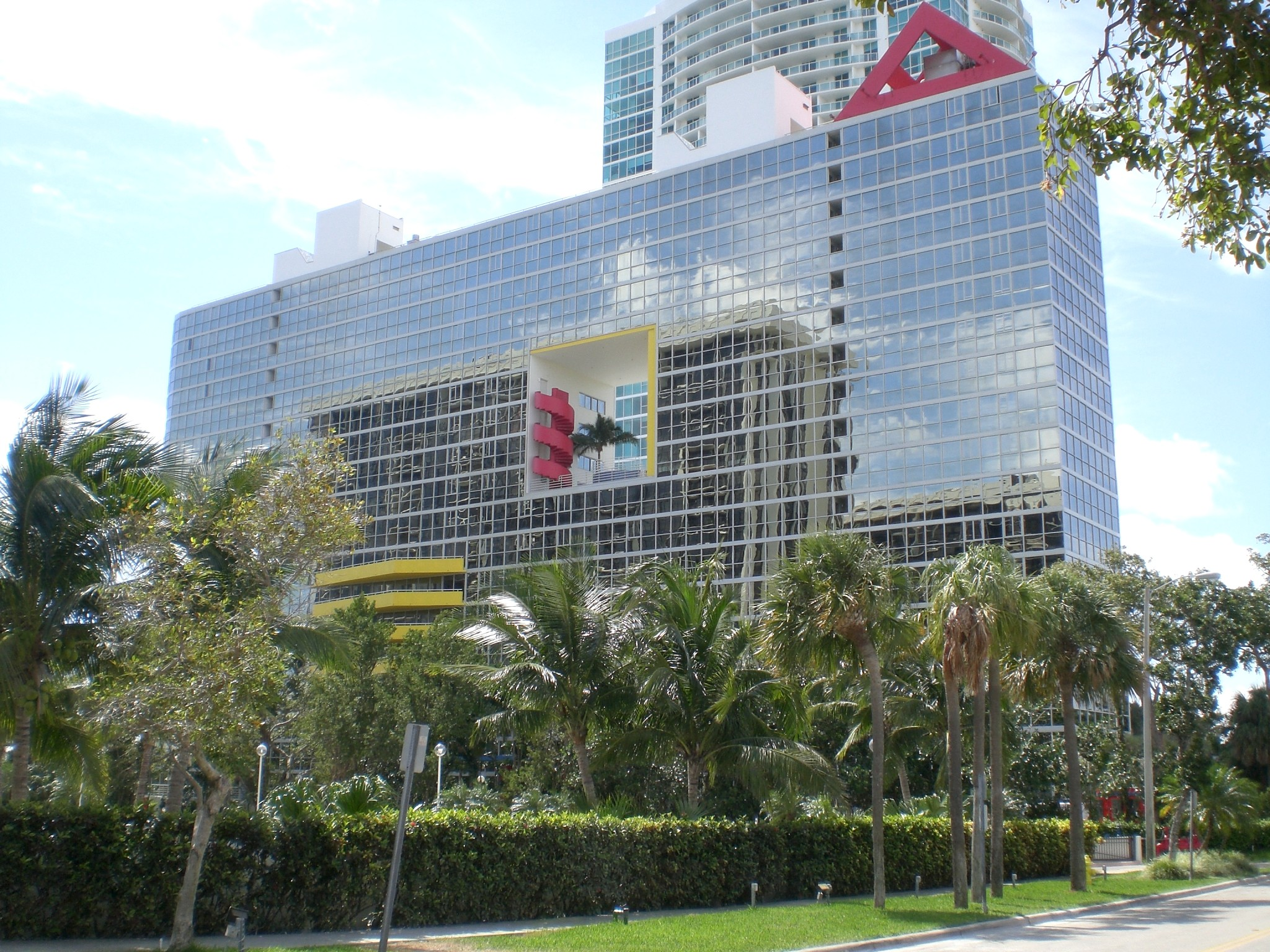
Atlantis Condominium a Miami, vista frontale.

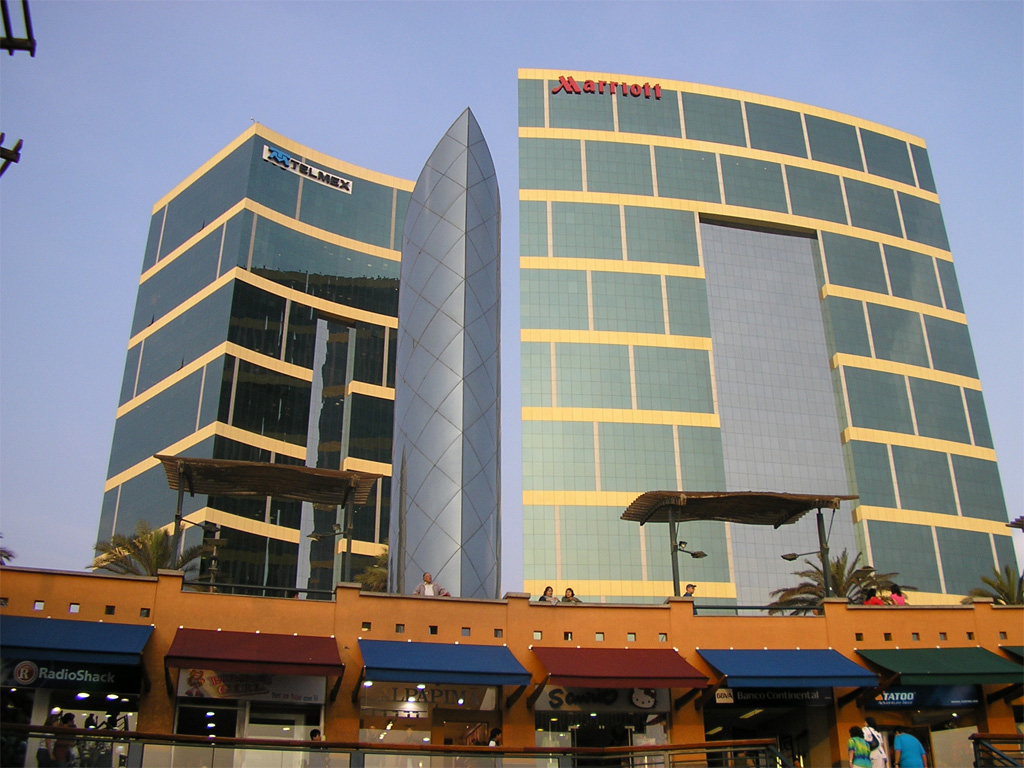
Il Marriott Hotel di Lima, uno dei tanti progetti realizzati in Perù.

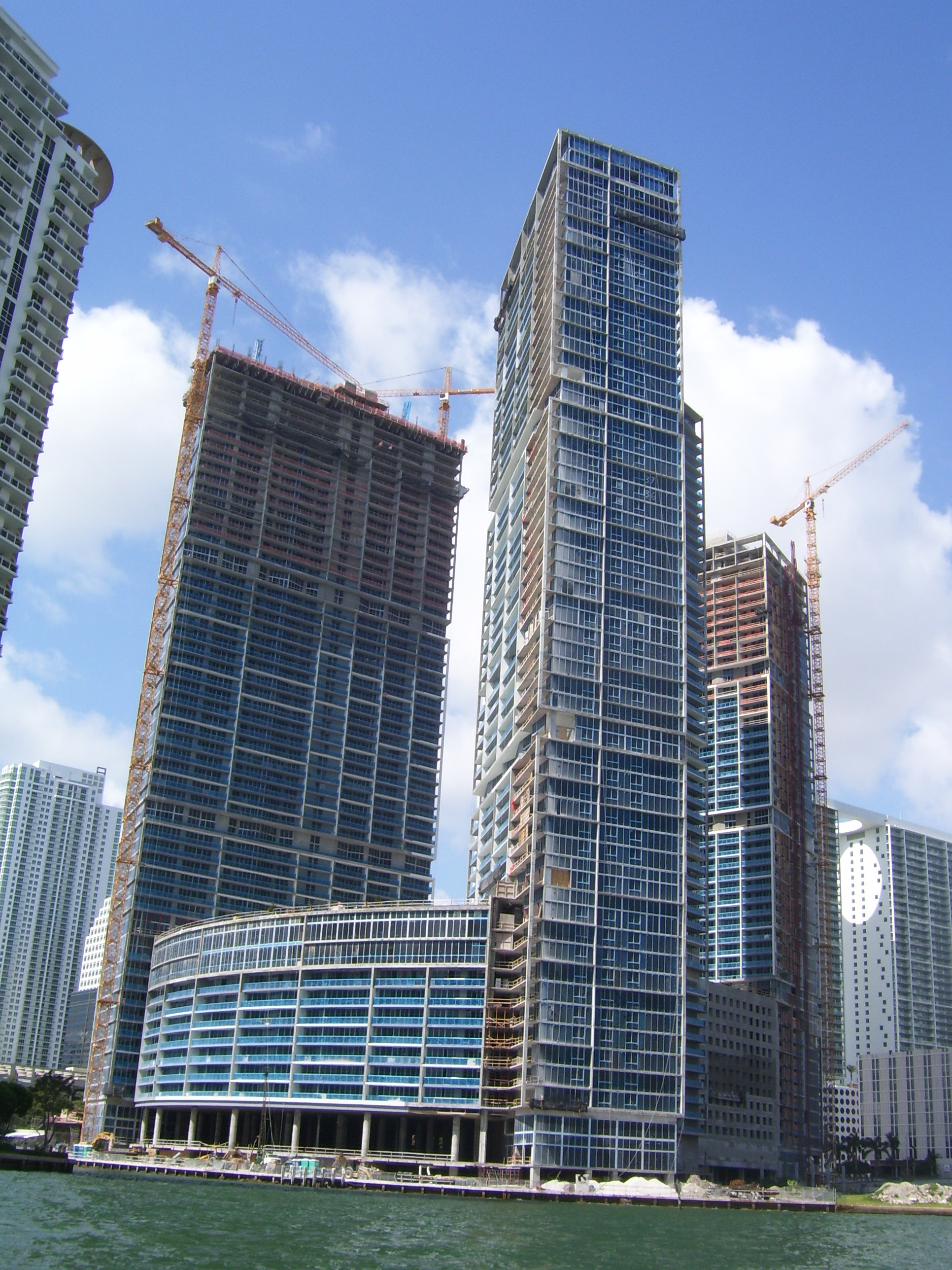
Icon Brickell a Miami

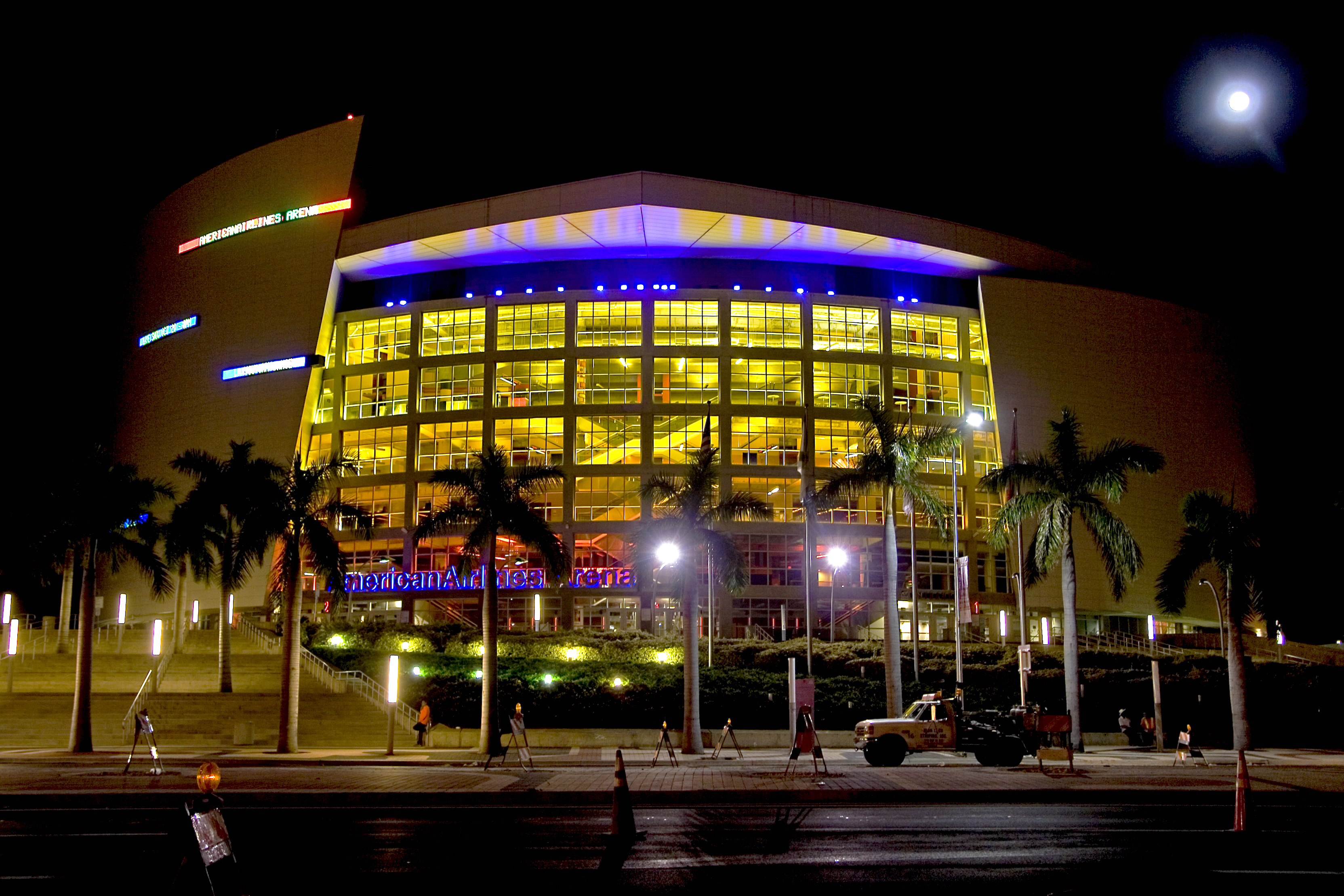
AmericanAirlines Arena a Miami

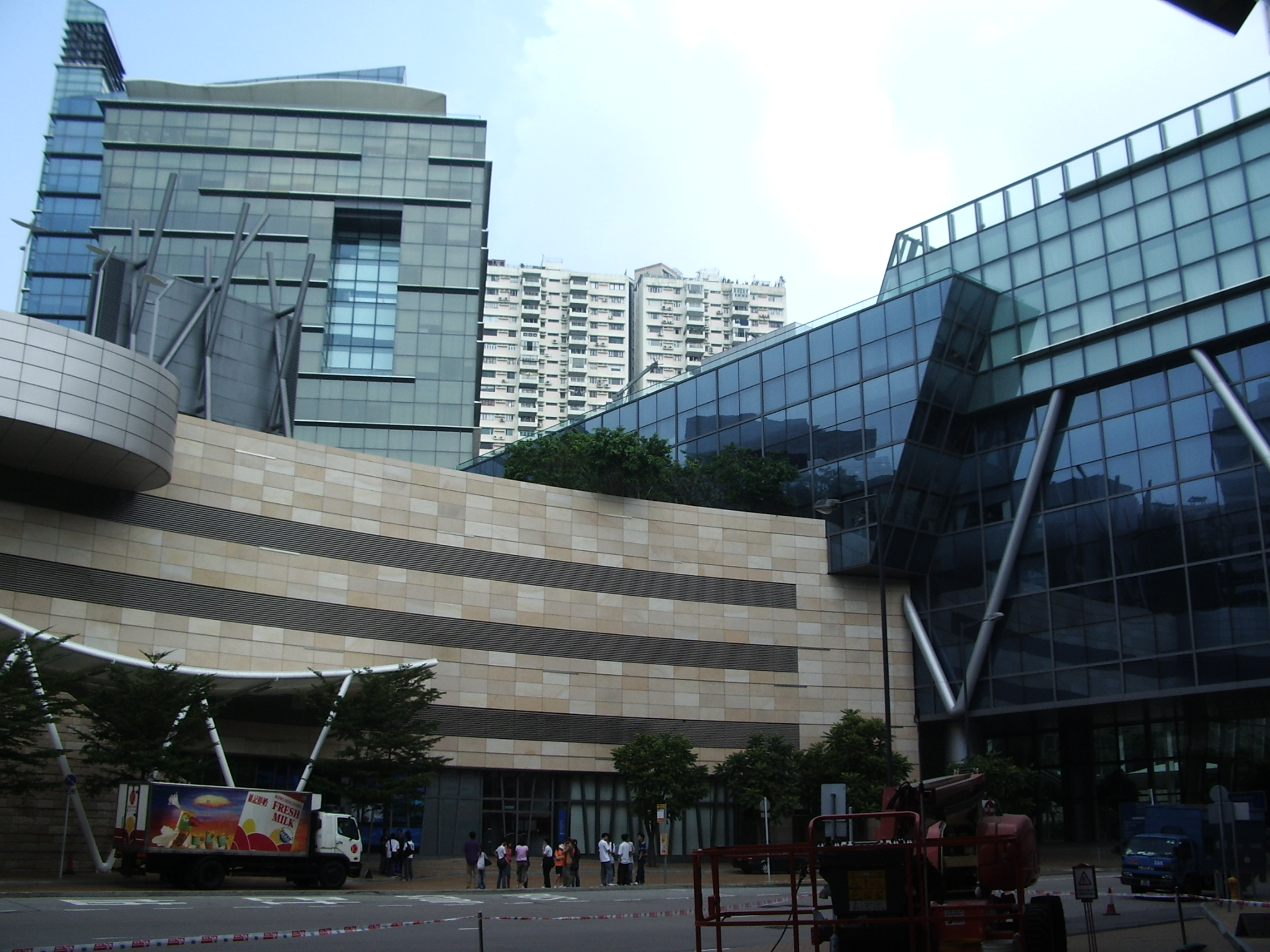
Cyberport a Hong Kong

 Arquitectonica  è uno studio di progettazione che opera su scala internazionale e si occupa di architettura, architettura del paesaggio, design e urbanistica con sede a Miami (Florida) e con altre sedi in dieci città di tutto il mondo.
Il progetto Arquitectonica ha avuto inizio nel 1977 come studio sperimentale fondato dall'architetto peruviano Bernardo Fort-Brescia, Laurinda Hope Spear, Andrés Duany, Elizabeth Plater- Zyberk e Hervin Romney .

Oggi l'azienda continua ad essere guidata da Bernardo Fort-Brescia e Laurinda Hope Spear, e ha al suo attivo la progettazione di edifici di fama internazionale come la sede del "Banco de Crédito de Peru"a Lima (1988), il condominio Atlantis Condominium, la Pink House, la sede della flotta aerea "American Airlines Arena" a Miami e il Westin Hotel a New York, oltre a molti altri.
Nel 2010 la sede centrale di Arquitectonica è stata spostata da Downtown Miami, nei nuovi uffici siti al 2900 di Oak Avenue nel quartier "Coconut Grove" sempre a Miami. Arquitectonica ha anche uffici distaccati in New York, Los Angeles, Madrid, Parigi, Hong Kong, Shanghai, Manila, Dubai, San Paolo e Lima.

## Stile
Lo stile di Arquitectonica si distingue per la sofisticata ed articolata lavorazione di superfici e facciate. Le strutture create da Arquitectonica presentano spesso colori molto vivaci, sgargianti e forme drammaticamente articolate, spesso decontestualizzate, allusive, di chiara impostazione postmodern.

Nel giugno 2011, Arquitectonica ha annunciato due nuovi importanti progetti: in Downtown Miami la nuova Brickell CitiCentre nel quartiere di Miami Brickell (progetto da 700 milioni di dollari), nel quartiere Omni sempre a Miami il Resorts World Miami (progetto da tre miliardi di dollari).

## Lavori e progetti
Stati Uniti d'America 
La maggior parte dei progetti e degli edifici sono stati realizzati negli Stati Uniti d'America ed in particolare nell'area di Miami:
 Area di Miami 
- 500 Brickell Towers I and II a Brickell
- AmericanAirlines Arena a Downtown
- Arquitectonica Global Headquarters a Coconut Grove
- Artecity a South Beach
- Atlantis Condominium, Brickell
- Axis at Brickell Towers I and II, Brickell
- Blue on the Bay, Downtown
- Brickell CitiCentre Complex, Brickell
- City Hall a Aventura
- Florida International University School of International and Public Affairs Building a University Park
- Genting Resorts World Miami a Omni
- Icon Brickell, Brickell
- Marinablue, Downtown
- Marquis Miami, Downtown
- Miami Beach Convention Center (espansione nel 2011) a South Beach
- Miami Children's Museum a Watson Island
- Miami City Ballet, South Beach
- North Dade Justice Center, Downtown
- Omni Development a Omni
- One Miami, Downtown
- The Palace, Brickell
- Paramount Bay at Edgewater Square a Edgewater
- Latitude on the River, Brickell
- The Pink House a Miami Shores
- Portico a Wynwood
- South Miami-Dade Cultural Arts Center a South Miami
- University of Miami Student Activities Center a Coral Gables
- Wilkie D. Ferguson United States Federal Courthouse, Downtown

 Edifici situati in altre città degli Stati Uniti d'America 
- American Bank Center a Corpus Christi
- BMG Office Building a Beverly Hills (California)
- Bronx Museum of the Arts a New York
- Capital City Convention Center a Jackson (Mississippi)
- Center for Innovative Technology a Dulles (Virginia)
- Central Los Angeles Middle School #3 a Los Angeles
- Coney Island Urban Revitalization Plan a Brooklyn (New York)
- The Cosmopolitan Resort & Casino a Las Vegas (Nevada)
- Discovery Science Center a Santa Ana, California
- Disney's All-Star Music Resort, Walt Disney World a Orlando (Florida)
- East Los Angeles College Performing & Fine Arts School a Los Angeles
- Franklin County Courthouse a Columbus (Ohio)
- Georgia Tech Technology Campus Master Plan a Savannah (Georgia)
- Golden Moon Casino a Choctaw (Mississippi)
- Grand Hyatt San Antonio a San Antonio (Texas)
- Hilton Americas Convention Hotel a Houston (Texas)
- High School for Construction Trades, Engineering and Architecture a Queens (New York)
- The Infinity Towers I & II a San Francisco
- Irvine Valley College Performing Arts Center a Irvine (California)
- Long Island University Recreation & Wellness Center a Long Island (New York)
- Market & Buchanan Condominiums a San Francisco
- Miranova Place a Columbus (Ohio)
- Mississippi Telecommunications Center a Jackson (Mississippi)
- Mission Bay Residential Block a San Francisco
- Space Shuttle Columbia disaster|NASA Columbia Memorial Space Science Learning Center a Downey (California)
- Philips Arena a Atlanta (Georgia)
- Queens West a Queens (New York)
- Rancho Santiago Digital Media & Film School a Santa Ana, California
- Revel Atlantic City a Atlantic City (New Jersey)
- Savannah College of Art and Design ad Atlanta (Georgia)
- Sheraton Phoenix Downtown a Phoenix (Arizona)
- Trinity Plaza a San Francisco
- United Nations Peacekeepers Memorial a New York
- Vela Townhomes a Edgewater (New Jersey)
- Westin Hotel Times Square a New York
- Whirlpool US Headquarters a Benton Harbor (Michigan)
- Wilshire Vermont Apartments & Transportation Center - Transit Oriented Development a Los Angeles

 Filippine 
- SM Mall of Asia, Bay City, Pasay, Metro Manila
- One Rockwell, Makati, Metro Manila
- OneE-Com Center, Manila
- Pacific Plaza Towers, Fort Bonifacio, Taguig, Metro Manila
- Raffles Hotel & Residences, Makati, Metro Manila
- Mall of Asia Arena, Pasay, Metro Manila
- SM Bay City District Master Plan
- SM City North EDSA|SM City North EDSA Mall, Quezon City, Metro Manila
- SM Megamall|SM Megamall Expansion & Renovation, Ortigas Center, Mandaluyong City, Metro Manila
- SMX Convention Center, Pasay, Metro Manila
- SM Aura Premier, Bonifacio Global City, Taguig City, Metro Manila

 Cina 
- Agricultural Bank of Cina a Shanghai
- Taikoo Hui Cultural Plaza a Guangzhou
- Cyberport in Hong Kong
- Festival Walk a Hong Kong
- Novotel Citygate Hotel a Hong Kong
- Landmark East in Kowloon a Hong Kong
- The Longemont Shanghai Hotel a Shanghai
- Kingglory Plaza a Shenzhen
- The City of Dreams Casino Resort a Cotai, Macao

 Perù 
- Marriott Hotel a Lima
- Sede del Banco de Crédito a Lima
- United States Embassy a Lima
- Westin Libertador Lima
- Sede di HSBC a Lima

 Singapore 
- Alba Condominium
- Leonie Hill Serviced Apartments
- Orchard Scotts Hotel & Residences
- Visioncrest Condominium

 Indonesia 
- BonaVista Apartements a Giacarta
- Menara Karya a Giacarta
- Menara Satrio (Standard Chartered Tower) a Giacarta
- Tempo Scan Tower a Giacarta

 Repubblica Ceca 
- Bubny Intermodal Center a Praga
- Marriott Hotel & Offices a Praga

 Francia 
- Auditorium de Dijon, (Opéra de Dijon) a Digione
- Mazars Headquarters, (Exaltis Tower) a Courbevoie, Parigi
- Microsoft Headquarters, (EOS Generali) a Issy les Moulineaux, Parigi
- Bouygues Télécom Headquarters, (Sequana Tower) a Issy les Moulineaux, Parigi
- EQWATER Office Building, a Issy les Moulineaux, Parigi
- Tour Sequana, (Tour Mozart) a Issy les Moulineaux, Parigi

 Libano 
- Beb Beirut, Beirut
- Plus Towers, Beirut

 Emirati Arabi Uniti 
- The Gate a Shams Abu Dhabi

 Repubblica Dominicana 
- Columbus Bay Master Plan, Monte Cristi Province

 Italia 
- Porta Nuova Condominium (Milano)

 Giappone 
- Nexus World Condominium

 Lussemburgo 
- Sede della Banque de Luxembourg
- Infinity (complesso di grattacieli)

 Spagna 
- Lorca Mall a Lorca

 Corea del Sud 
- IFC Mall at International Financial Center Seoul[7]

 Venezuela 
- Caracas Palace Hotel (Ex-Four Seasons).